# Quisquicia rubens
Quisquicia rubens är en mångfotingart som beskrevs av Loomis 1936. Quisquicia rubens ingår i släktet Quisquicia och familjen Chelodesmidae. Inga underarter finns listade i Catalogue of Life.